# Heterodera
Heterodera är ett släkte av rundmaskar. Heterodera ingår i familjen Heteroderidae.
Arter enligt Catalogue of Life
- Heterodera africana
- Heterodera agrostis
- Heterodera amaranthusiae
- Heterodera amygdali
- Heterodera arenaria
- Heterodera aucklandica
- Heterodera australis
- Heterodera avenae
- Heterodera axonopi
- Heterodera bamboosi
- Heterodera bergeniae
- Heterodera betae
- Heterodera bifenestra
- Heterodera cajani
- Heterodera canadensis
- Heterodera cardiolata
- Heterodera carotae
- Heterodera ciceri
- Heterodera circeae
- Heterodera cruciferae
- Heterodera cyperi
- Heterodera daverti
- Heterodera delvii
- Heterodera elachista
- Heterodera fengi
- Heterodera fici
- Heterodera filipjevi
- Heterodera galeopsidis
- Heterodera gambiensis
- Heterodera glycines
- Heterodera glycyrrhizae
- Heterodera goettingiana
- Heterodera goldeni
- Heterodera graminis
- Heterodera graminophila
- Heterodera guangdongensis
- Heterodera hainanensis
- Heterodera hordecalis
- Heterodera humuli
- Heterodera johanseni
- Heterodera kirjanovae
- Heterodera koreana
- Heterodera latipons
- Heterodera lespedezae
- Heterodera leuceilyma
- Heterodera litoralis
- Heterodera longicolla
- Heterodera mani
- Heterodera medicaginis
- Heterodera mediterranea
- Heterodera menthae
- Heterodera mothi
- Heterodera orientalis
- Heterodera oryzae
- Heterodera oryzicola
- Heterodera pakistanensis
- Heterodera persica
- Heterodera phragmitidis
- Heterodera plantaginis
- Heterodera pratensis
- Heterodera raskii
- Heterodera ripae
- Heterodera riparia
- Heterodera rosii
- Heterodera sacchari
- Heterodera saccharophila
- Heterodera salixophila
- Heterodera schachtii
- Heterodera scutellariae
- Heterodera sinensis
- Heterodera skohensis
- Heterodera sojae
- Heterodera sonchophila
- Heterodera sorghi
- Heterodera spinicauda
- Heterodera spiraeae
- Heterodera sturhani
- Heterodera swarupi
- Heterodera trifolii
- Heterodera turangae
- Heterodera turcomanica
- Heterodera urticae
- Heterodera ustinovi
- Heterodera uzbekistanica
- Heterodera vallicola
- Heterodera zeae